# سردغوک‌ها
سردغوک‌ها (نام علمی: Cryobatrachus) نام یک سرده از راسته بریده‌مهرگان است.